# Kongiganak
Kongiganak és una concentració de població designada pel cens dels Estats Units a l'estat d'Alaska. Segons el cens del 2000 tenia 359 habitants.

## Demografia
Segons el cens del 2000, Kongiganak tenia 359 habitants, 79 habitatges, i 60 famílies La densitat de població era de 82 habitants/km².
Dels 79 habitatges en un 55,7% hi vivien nens de menys de 18 anys, en un 59,5% hi vivien parelles casades, en un 11,4% dones solteres, i en un 22,8% no eren unitats familiars. En el 21,5% dels habitatges hi vivien persones soles el 21,5% de les quals corresponia a persones de 65 anys o més que vivien soles. El nombre mitjà de persones vivint en cada habitatge era de 4,54 i el nombre mitjà de persones que vivien en cada família era de 5,52.
Per edats la població es repartia de la següent manera: un 43,2% tenia menys de 18 anys, un 10% entre 18 i 24, un 27,3% entre 25 i 44, un 16,7% de 45 a 60 i un 2,8% 65 anys o més.
L'edat mediana era de 22 anys. Per cada 100 dones hi havia 120,2 homes. Per cada 100 dones de 18 o més anys hi havia 112,5 homes.
La renda mediana per habitatge era de 33.250 $ i la renda mediana per família de 34.750 $. Els homes tenien una renda mediana de 21.875 $ mentre que les dones 30.625 $. La renda per capita de la població era de 9.881 $. Aproximadament el 19,4% de les famílies i el 13,8% de la població estaven per davall del llindar de pobresa.

## Poblacions més properes
El següent diagrama mostra les poblacions més properes.